# Jean Boucher
Jean Boucher fue un escultor francés, nacido el 20 de noviembre de 1870 en Cesson-Sévigné (Bretaña) y fallecido el 17 de junio de 1939 en París.

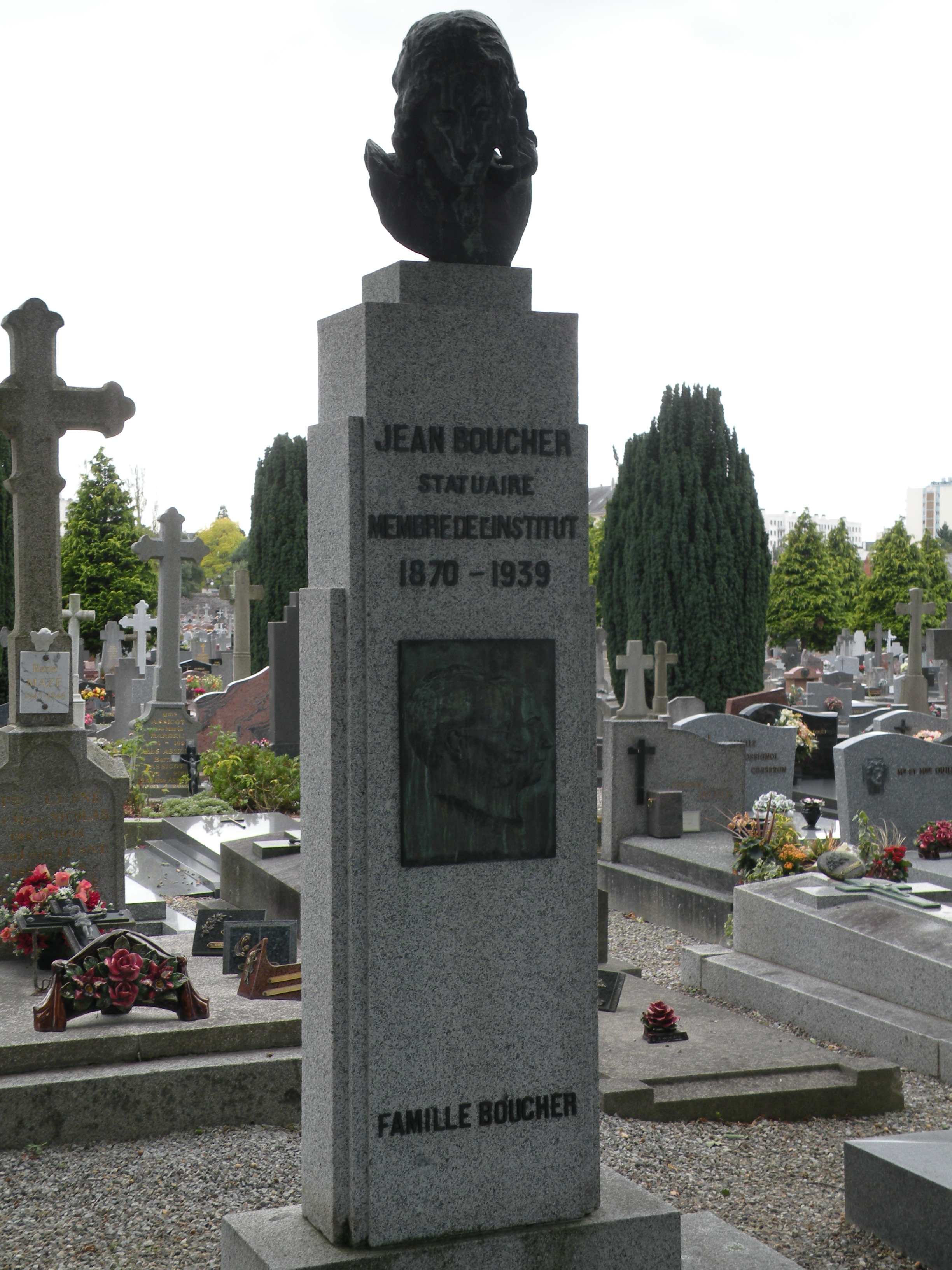
Tumba de Jean Boucher, en el Cementerio del Este en Rennes.

## Datos biográficos
Fue profesor de numerosos escultores franceses del siglo XX en la Escuela de Bellas Artes de París; entre ellos André Greck y Marcel Chauvenet.

## Obras

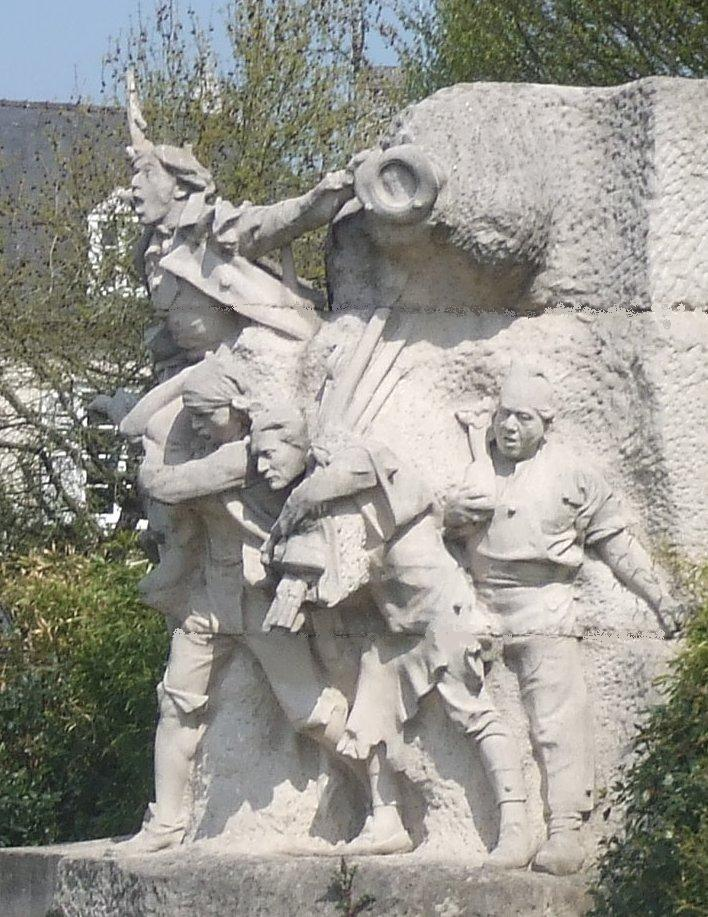
Camille Desmoulins en la Toma de la Bastilla, Cesson-Sévigné
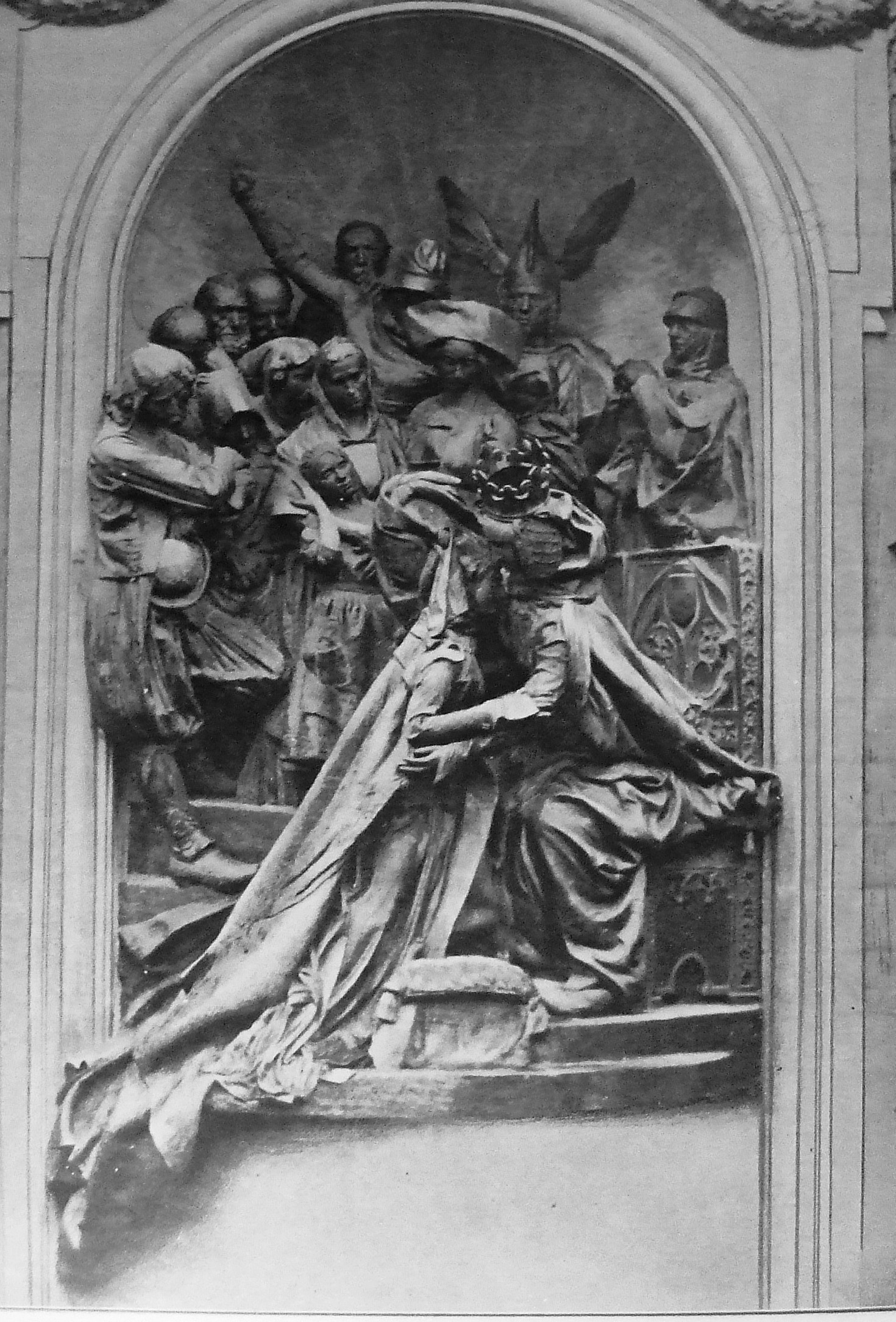
L’Union de la Bretagne à La France, en el nicho del ayuntamiento de Rennes (destruido, 1932)
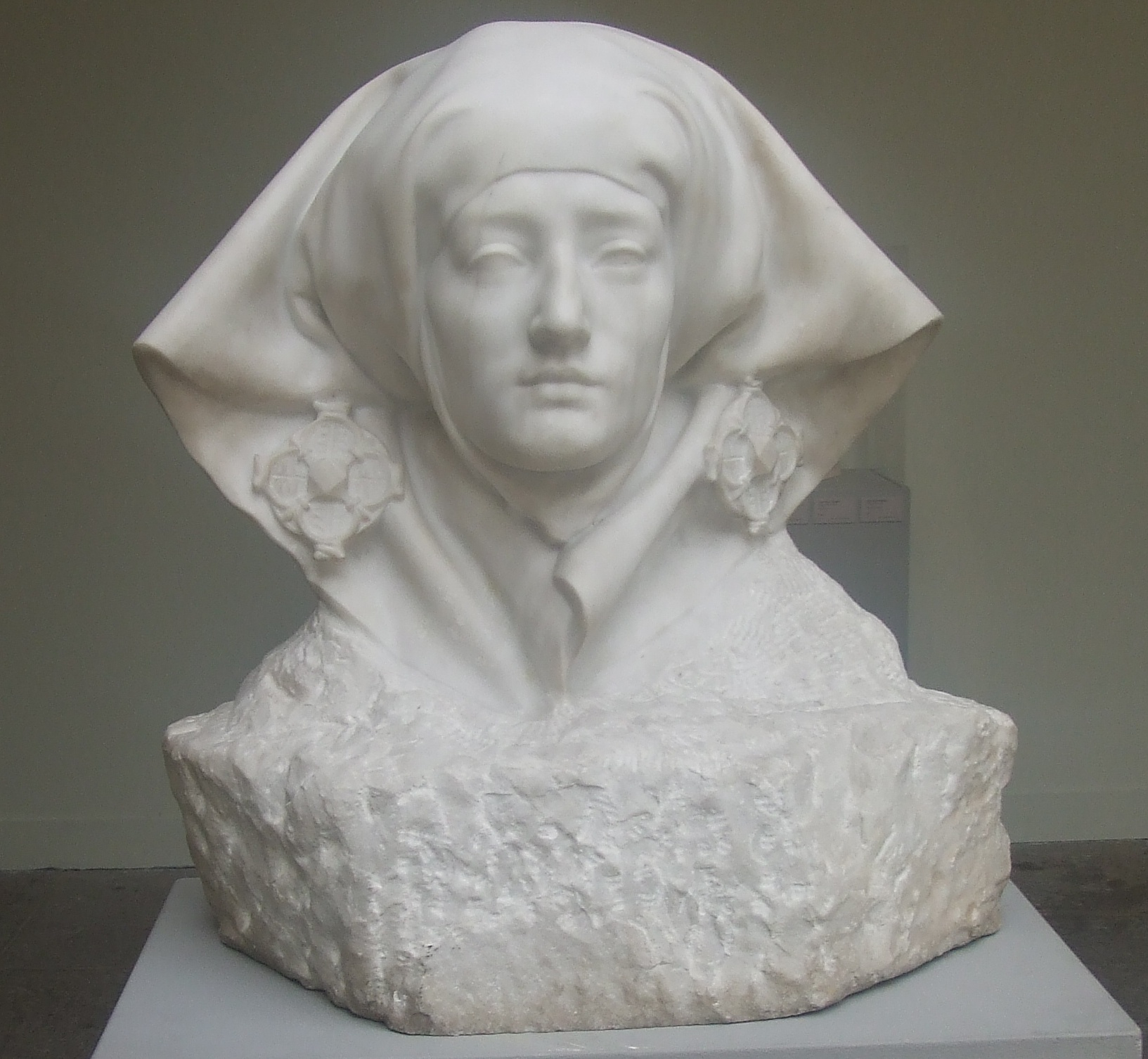
Anne de Bretagne
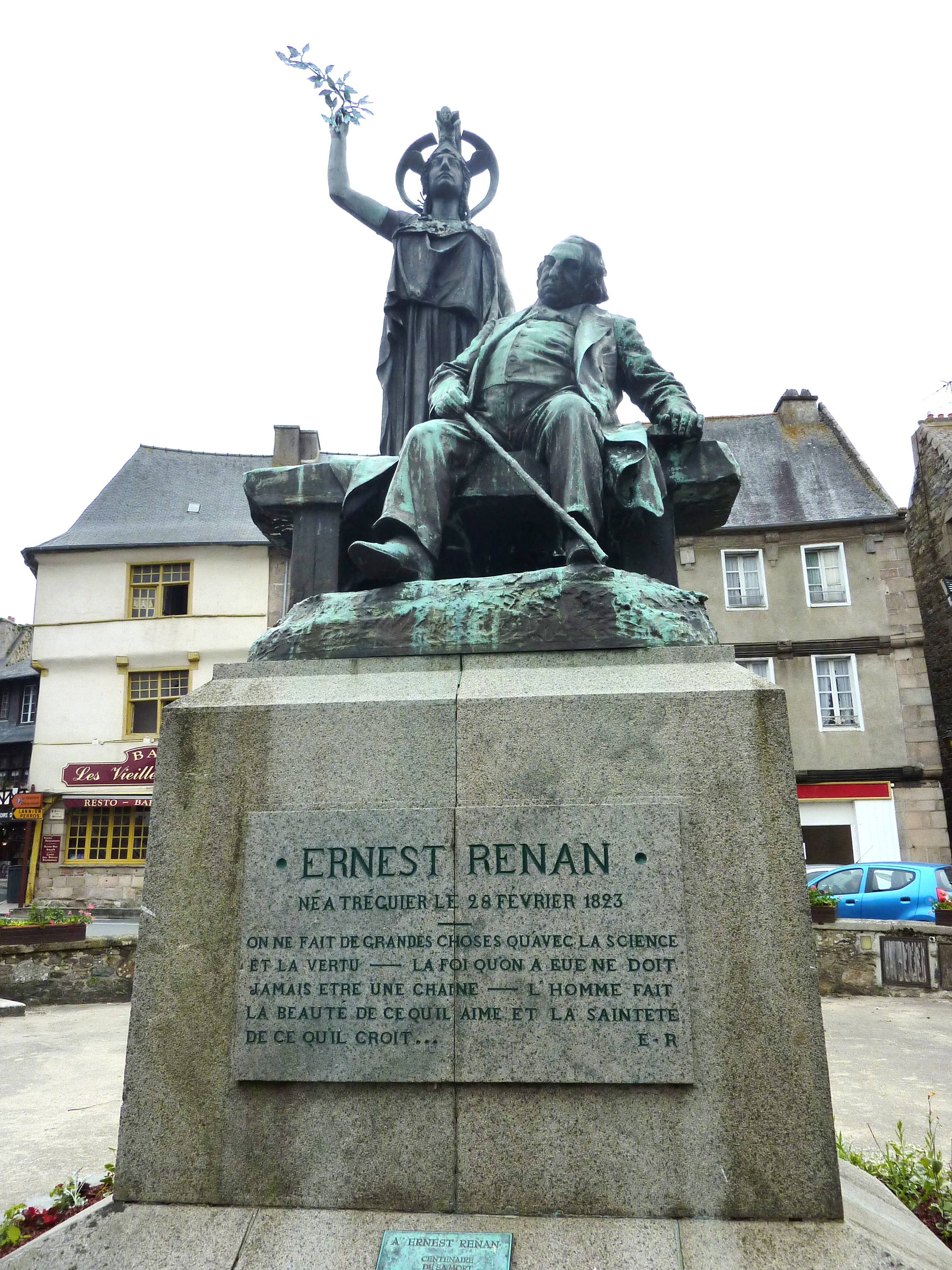
Tréguier : estatua de Ernest Renan
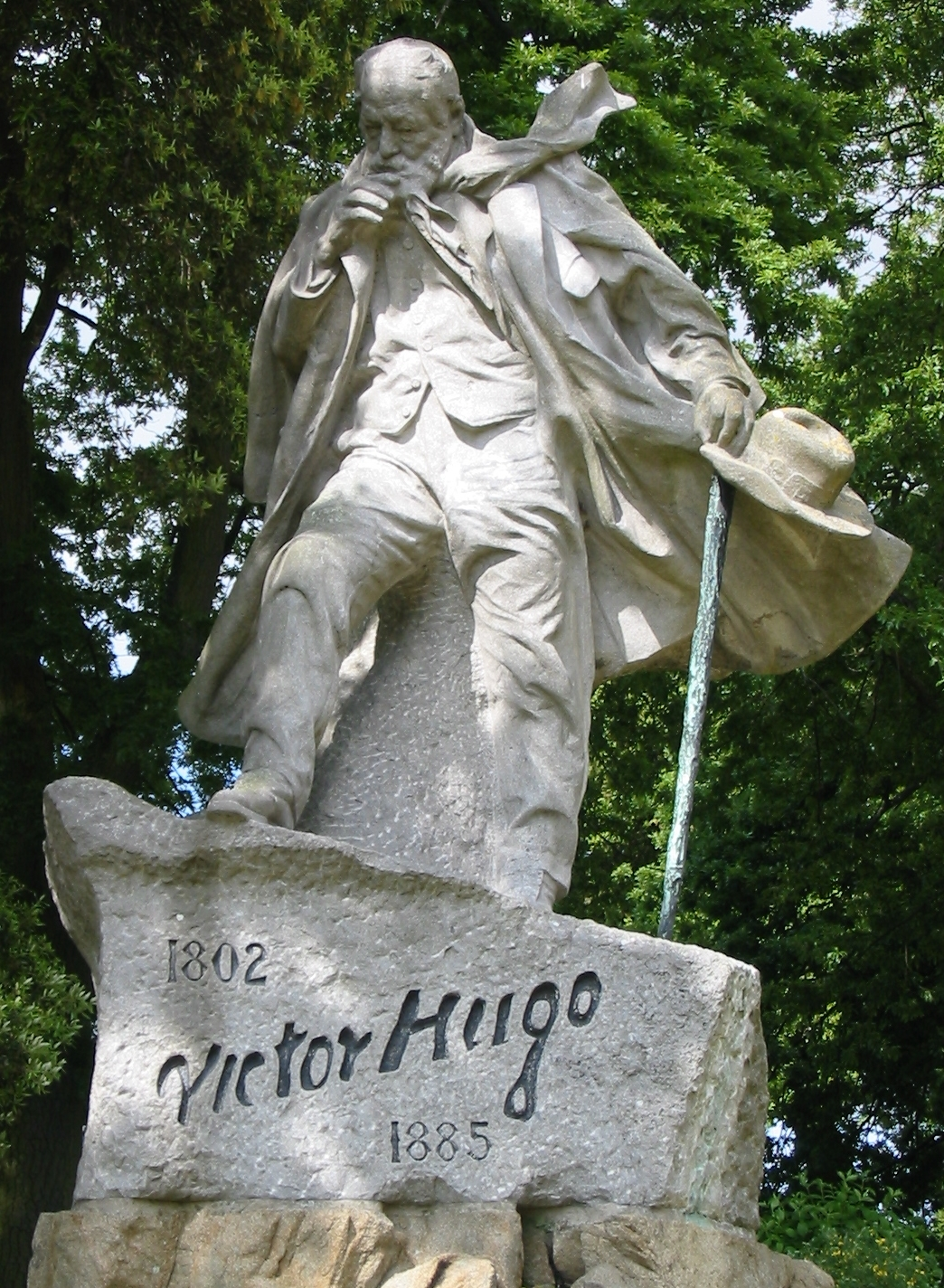
Monumento a Victor Hugo, Candie, Saint-Pierre-Port, Guernesey
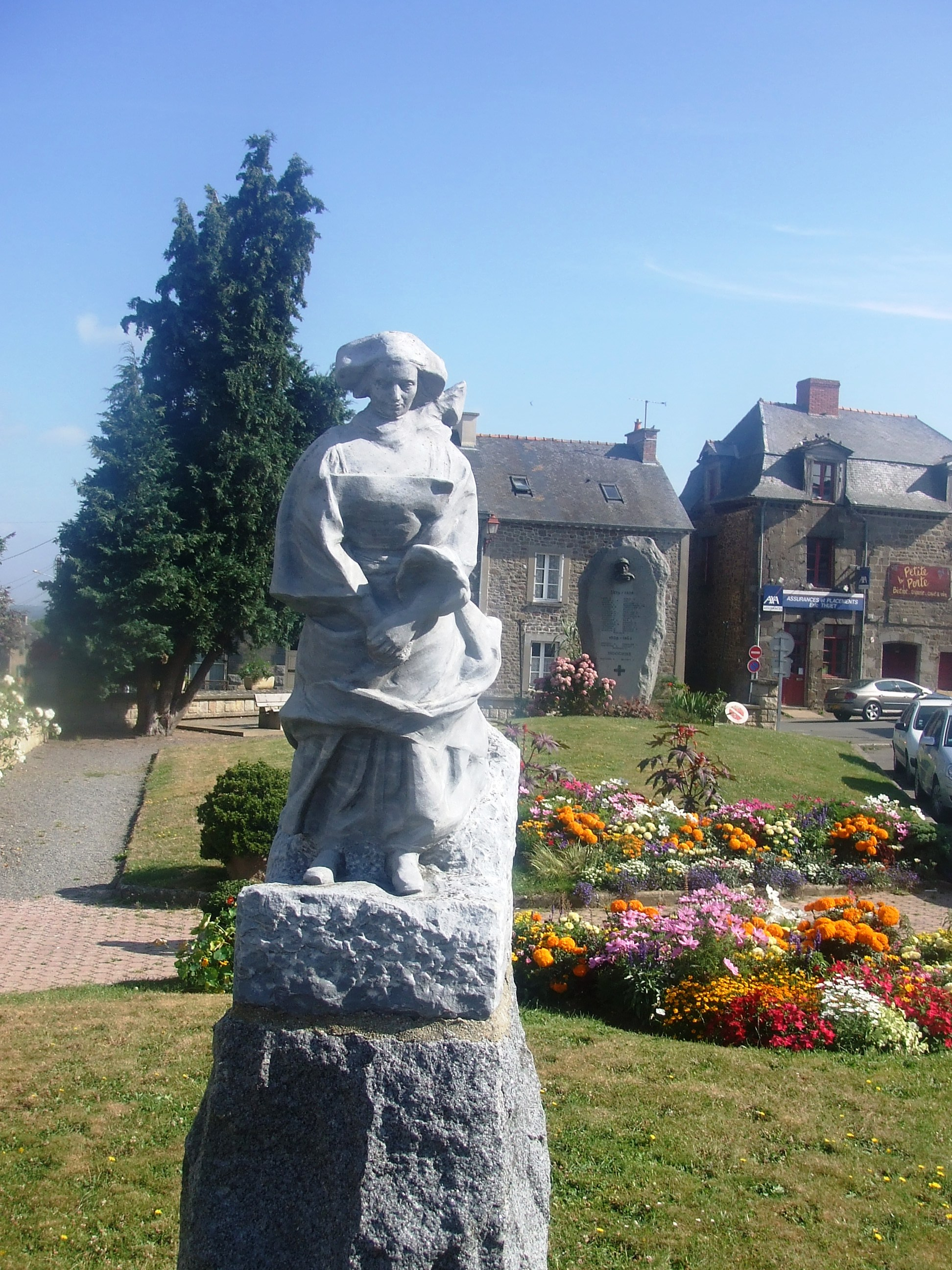
Centro de la localidad de Hédé.